# Eビリング割引
eビリング割引（eビリングわりびき）とは、NTTドコモの「事前案内書兼領収書」「ご利用料金のご案内」の郵送に代えて、月々の請求書額等をインターネットのサイト上で確認することにより、請求金額から1回線あたり20円を割引くサービスである。携帯電話利用料金の支払いをクレジットカード払いか口座引き落としにしている人が対象となり、請求書払いを行っている場合は申し込むことができない。

## 概要
請求金額から20円割引をしその後、消費税率を加算して請求する。docomoの応援学割などでは基本料金が3円になる場合がある、この場合請求金額は-17円となる。消費税率が８％に変更になったことに伴い、消費税-1円が課税されることになり、請求金額は-18円となる。マイナスになった金額は預り金として、翌月以降の請求金額から相殺する。解約月に預り金がある場合は、いままでdocomoに支払った金額を上限とし、返金する。（通常は新規事務手数料は発生し、預り金が3240円を超えることはないので、全額返金される、例外としてハーティー割引で携帯電話を契約し、新規事務手数料免除で初月から基本料金0円の場合はdocomoに払った金額が0円のため、預り金が解約時にある場合でもキャッシュバックはない。なお、端末購入代金・ナビダイヤルなどの他社通話料、コンテンツ情報料などの代行請求などはdocomoの支払った実績に入らない）

## 確認方法
- iモード　（請求内容の確認ができる）パケット代は無料
- インターネット（請求内容・料金明細）
- Eメールによる通知（請求金額の通知）

## 申込方法
ドコモショップ、ドコモインフォメーションセンター、My docomo（iモード含む）サイトから申込が可能。